# Кочегин, Павел Захарович
Павел Захарович Кочегин (14 февраля 1916, Челябинский уезд, Оренбургская губерния — 30 июля 1997, Куртамыш, Курганская область) — советский писатель, участник похода Красной армии в Западную Белоруссию и Великой Отечественной войны, гвардии майор.

## Биография
Павел Кочегин родился 14 февраля 1916 года в бедной крестьянской семье в деревне Новоспасовка Долговской волости Челябинского уезда Оренбургской губернии. Решением Курганского облисполкома № 291 от 29 июля 1970 года деревня Новоспасовка Жуковского сельсовета Куртамышского района исключена как сселившаяся. Ныне территория деревни входит в  Куртамышский муниципальный округ Курганской области. Его дед и отец приехали туда еще в 1887 году.
С 1921 по 1927 год вместе с отцом Захаром Андреевичем и старшим братом Василием проживал в городн Камень-на-Оби, с. Завьялов, с. Крутиха (ныне Алтайский край), ходил по миру, работал батраком у кулаков. В 1924 году в с. Крутиха поступил в начальную школу, а в 1925 году был принят в пионеры.
С 1927 по 1931 год жил в селе Усть-Уйском (ныне Целинный муниципальный округ Курганской области), где окончил ШКМ.
В 1930 году вступил в члены ВЛКСМ.
В 1933 году окончил школу фабрично-заводского ученичества (ФЗУ) при Челябинском тракторном заводе (ЧТЗ) и до конца года работал на ЧТЗ фрезеровщиком.
В 1934—1935 учебном году — заведующий учебной частью неполной средней школы в с. Ключики Куртамышского района.
В 1935—1936 учебном году — студент педагогического института имени Герцена в Ленинграде. По комсомольской путевке был переведен в Одесскую военную школу пилотов.
В октябре 1938 года окончил Одесскую школу военных пилотов, был направлен летчиком в 14-й штурмовой авиационный полк Белорусского военного округа. В 1939 году участвовал в освобождении Западной Белоруссии.
В 1940 году вступил в ВКП(б), в 1952 году партия переименована в КПСС.
В 1940 году поступил учиться в Военно-политическую академию имени В. И. Ленина, которую окончил в феврале 1942 года.
С 9 мая 1942 года на Карельском фронте. В боевой остановке переучился на самолёты Hawker Hurricane (Харрикейн) и Bell P-39 Airacobra (Аэрокобра). С мая 1942 по декабрь 1942 года участвовал в боях в составе 837-го истребительного авиационного полка, летал на самолете Харрикейн. Произвёл 3 боевых вылета, сбил 1 Messerschmitt Bf.109. С декабря 1942 года заместитель командира эскадрильи 19-го гвардейского истребительного авиационного полка по полит. части. С августа 1944 года командир эскадрильи 19-го гвардейского истребительного авиационного полка. С декабря 1942 года по 11 апреля 1944 года произвел 43 боевых вылетов в районе Петсамо, участвовал в 1 воздушном бою. В октябре 1943 года участвовал в перегонке самолётов Аэрокобра по маршруту Красноярск — Беломорск. С 11 апреля 1944 года по 12 октября 1944 года на самолёте Аэрокобра произвёл 52 боевых вылета, участвовал в 2 воздушных боях, лично сбил 9 октября 1944 года 1 Messerschmitt Bf.109. Всего группа сбила в этот день 4 самолёта, но самолёт Кочегина был также подбит в районе озера Сальмиярви. Пренебрегая смертельной опасностью, норвежцы шофер Сигварт Ларсен, крестьянин Бьерне Беддари, инженер Харальд Кнудтцен укрыли его от немцев, лечили, кормили его вплоть до прихода в поселок Сванвик советских разведчиков. 19 января 1966 года трое норвежцев награждены медалями «За боевые заслуги».
В 1946 году демобилизовался по состоянию здоровья. Пенсионер Министерства обороны. Майор запаса.
После войны работал редактором районной газеты «На боевом посту» в городе Карталы Полтавского района Челябинской области. В 1949 году переехал в Куртамыш.
В 1949—1950 годах — преподаватель истории и заместитель директора Куртамышского педучилища по заочному обучению.
В 1950—1953 годах — собственный корреспондент газеты «Красный Курган».
В 1954—1955 годах — ответственный секретарь куртамышской районной газеты «Путь колхоза».
С 1957 года член Союза журналистов СССР.
В 1960—1971 годах — организатор и директор Куртамышского краеведческого музея. Музей открылся 22 апреля 1960 года.
С 9 декабря 1970 года член Союза писателей СССР, после распада СП СССР член Союза писателей России, состоял на учёте в Курганской областной писательской организации.
Павел Захарович Кочегин умер 30 июля 1997 года. Похоронен в городе Куртамыше Куртамышского района Курганской области, ныне город — административный центр Куртамышского муниципального округа той же области.

## Творчество
Заметное место в творчестве Кочегина занимает тема Великой Отечественной войны. Его личные впечатления и воспоминания о войне раскрыты в повестях «Под хмурым небом» и «В небе полярных зорь».
Первая книга Павла Захаровича Кочегина, вышедшая в 1967 году, была о жизни полководца гражданской войны Николая Дмитриевича Томина. В первом издании книги Н.Д. Томин предстает перед читателем уже красным командиром. Образ героя настолько увлёк и захватил писателя, что он уже не мог ограничиться описанием только боевых подвигов Томина. Уже в следующем издании книга «Человек-огонь» была значительно переработана и дополнена. Теперь читатель получил возможность узнать о детстве и юности Томина, о быте и социальном укладе, в которых формировались личность и характер будущего полководца. Новый вариант книги значительно богаче картинами жестокой классовой борьбы времён гражданской войны, более широко и подробно воссозданы эпизоды, связанные с освобождением Зауралья от колчаковщины. Проявилось отличное знание писателем живого народного языка, шире и проникновенней описана личная жизнь героя. Этому предшествовала большая исследовательская работа писателя, многочисленные поездки по Уралу и Средней Азии, изучение архивных документов, встречи с земляками, родными, близкими и соратниками Н.Д. Томина, переписка.

## Награды и премии
- Орден Красного Знамени, 5 ноября 1944 года[6]
- Орден Отечественной войны I степени, 6 ноября 1985 года[7]
- Орден Отечественной войны II степени, 21 апреля 1944 года[8]
- Медаль «В ознаменование 100-летия со дня рождения Владимира Ильича Ленина», 1970 год
- Медаль «За оборону Советского Заполярья», 12 июля 1945 года[9][10]
- Медаль «За победу над Германией в Великой Отечественной войне 1941—1945 гг.»
- Юбилейная медаль «Двадцать лет Победы в Великой Отечественной войне 1941—1945 гг.»
- Юбилейная медаль «Тридцать лет Победы в Великой Отечественной войне 1941—1945 гг.»
- Юбилейная медаль «Сорок лет Победы в Великой Отечественной войне 1941—1945 гг.»
- Юбилейная медаль «50 лет Победы в Великой Отечественной войне 1941—1945 гг.»
- Юбилейная медаль «50 лет Вооружённых Сил СССР»
- Почётный гражданин города Куртамыша, 1984 год[11][12].

## Память
- Шмаковская сельская библиотека имени П.З. Кочегина — структурное подразделение Муниципального казенного учреждения «Кетовская централизованная библиотечная система», Кетовский муниципальный округ, село Шмаково; имя присвоено 12 декабря 2020 года
- Мемориальная доска на доме, где более 30 лет прожил писатель; город Куртамыш, переулок Нижний, 7; открыта 13 февраля 2015 года — 54°54′31″ с. ш. 64°25′43″ в. д.HGЯO[13]

## Семья
- Отец Захар Андреевич Кочегин
  - Брат Василий Захарович Кочегин (1911 — 14 июля 1941, деревня Косачи Витебской области), преподавал физику и математику в Половинской средней школе (ныне Курганская область), призван в 1941 году, младший сержант, артиллерист.
- Жена Екатерина Ефимовна (19 ноября 1918, Мельница № 1, ныне Красный Октябрь, Целинный муниципальный округ (Курганская область) — 9 декабря 2023, Куртамыш), поженились в 1939 году, пять детей.

## Сочинения
- Кочегин П.З. Под хмурым небом. Повесть. — Курган: Советское Зауралье, 1960. — 106 с. — 15 000 экз.[14]
- Кочегин П.З. Под хмурым небом. Повесть. — 2-е изд. — Курган: Советское Зауралье, 1962. — 106 с. — 15 000 экз.[15]
- Кочегин П.З. Томин. Докум. повесть. — Челябинск: Южно-Уральское книжное издательство, 1967. — 180 с. — 15 000 экз.[16]
- Кочегин П.З. Исторические памятники в городе Куртамыше. — Куртамыш, 1968. — 20 с. — 5000 экз.[17]
- Кочегин П.З. Человек-огонь. Повесть о Н.Д. Томине. — Душанбе: Ирфон, 1969. — 256 с. — 7000 экз.[18]
- Кочегин П.З. Человек-огонь. Повесть о герое гражд. войны Н.Д. Томине. — 2-е изд., перераб. и доп.. — Челябинск: Южно-Уральское книжное издательство, 1973. — 366 с. — 50 000 экз.[19]
- Кочегин П.З. В небе полярных зорь. Повесть. — Челябинск: Южно-Уральское книжное издательство, 1978. — 207 с. — 15 000 экз.[20][21]
- Кочегин П.З. А шинель все пахнет порохом: записки бывшего военкома и командира эскадрильи. — Куртамыш: Куртамышская типография, 2005. — 260 с. — ISBN 5-98271-021-0.